# Athanase Fouché
Athanase Fouché (Parigi, 25 giugno 1801 – Saint-Germain-en-Laye, 10 febbraio 1886) fu gentiluomo di Camera e gran cacciatore del re di Svezia Oscar I (1799 – 1859).

## Biografia
Quarto duca d'Otranto, era figlio di Joseph Fouché (1759 – 1820), ministro di Polizia prima del Direttorio e poi dell'imperatore francese Napoleone Bonaparte, e della di lui prima moglie  Bonne-Jeanne Coignaud.
Arruolatosi nell'esercito svedese, entrò al servizio del re divenendo suo gentiluomo di Camera e Maestro di caccia. Egli assicurò la discendenza della famiglia Fouché fino ai nostri giorni.
I discendenti di Joseph Fouché si installarono in Svezia, unici duchi non reali di Svezia.

## Matrimonio e discendenza
Athanase sposò dapprima la baronessa Cristina Adelaide von Palmstierna (1799 – 1826), dalla quale non ebbe figli; poi, rimasto vedovo, sposò Adelaîde von Stedingk (1802 – 1863), dalla quale ebbe:
- Paolina d'Otranto (1839 – 1906), che sposò il conte Bielken
- Gustavo, 5º duca d'Otranto  (1840 – 1910), che sposò la baronessa Augusta Bonde (1846 – 1812). Vedovo, si risposò con la contessa  Teresa di Stedingk (1837 – 1901) dalla quale ebbe due figli. Uno di questi: 
  - Carlo Luigi, 6º duca d'Otranto  (1877 – 1950), sposò Madeleine Douglas, dalla quale ebbe: 
    - Gustavo, 7º duca d'Otranto  (1912 –  1995), che sposò la contessa Christina von Rosen (n. 1939) dalla quale ebbe quattro figli:
      - Margherita (1968)
      - Paolina (1970)
      - Giuseppina (1979)
      - Carlo-Luigi (1986) 8º duca d'Otranto.

Athanase sposò infine in terze nozze Fronika Marx (1847 – 1887) dalla quale non ebbe figli.

## Ascendenza
|                           |               |                       | Genitori              |  |  | Nonni |  |  | Bisnonni      |  |  | Trisnonni       |  |
|                           |               |                       |                       |  |  |       |  |  | Julien Fouché |  |  | Ambroise Fouché |  |
|                           |               |                       |                       |  |  |       |  |  | Julien Fouché |  |  | Ambroise Fouché |  |
|                           |               | Jeanne Passedouet     |                       |  |  |       |  |  | Julien Fouché |  |  |                 |  |
| Joseph Fouché             |               |                       |                       |  |  |       |  |  | Julien Fouché |  |  |                 |  |
|                           |               | Marguerite Chiron     | Toussaint Chiron      |  |  |       |  |  |               |  |  |                 |  |
|                           |               | Marguerite Chiron     | Toussaint Chiron      |  |  |       |  |  |               |  |  |                 |  |
|                           |               | Marguerite Chiron     | Marguerite Leray      |  |  |       |  |  |               |  |  |                 |  |
| Joseph Fouché             |               | Marguerite Chiron     |                       |  |  |       |  |  |               |  |  |                 |  |
|                           |               | Jean Croizet          | Guillaume Croizet     |  |  |       |  |  |               |  |  |                 |  |
|                           |               | Jean Croizet          | Guillaume Croizet     |  |  |       |  |  |               |  |  |                 |  |
|                           |               | Jean Croizet          | Nicole Bebar          |  |  |       |  |  |               |  |  |                 |  |
| Marie-Françoise Croizet   |               | Jean Croizet          |                       |  |  |       |  |  |               |  |  |                 |  |
|                           |               | Marie Chesneau        | Jacques Chesneau      |  |  |       |  |  |               |  |  |                 |  |
|                           |               | Marie Chesneau        | Jacques Chesneau      |  |  |       |  |  |               |  |  |                 |  |
|                           |               | Marie Chesneau        | Elisabeth Beausoleil  |  |  |       |  |  |               |  |  |                 |  |
| Athanase Fouché           |               | Marie Chesneau        |                       |  |  |       |  |  |               |  |  |                 |  |
|                           | Noël Coiquaud | Charles Coiquaud      |                       |  |  |       |  |  |               |  |  |                 |  |
|                           | Noël Coiquaud | Charles Coiquaud      |                       |  |  |       |  |  |               |  |  |                 |  |
|                           | Noël Coiquaud | Catherine Recoquille  |                       |  |  |       |  |  |               |  |  |                 |  |
| Nicolas François Coiquaud | Noël Coiquaud |                       |                       |  |  |       |  |  |               |  |  |                 |  |
|                           |               | Catherine Lahogue     | Charles Lahogue       |  |  |       |  |  |               |  |  |                 |  |
|                           |               | Catherine Lahogue     | Charles Lahogue       |  |  |       |  |  |               |  |  |                 |  |
|                           |               | Catherine Lahogue     | Catherine Lefevre     |  |  |       |  |  |               |  |  |                 |  |
| Bonne-Jeanne Coiquaud     |               | Catherine Lahogue     |                       |  |  |       |  |  |               |  |  |                 |  |
|                           |               | Pierre Gautier        | Jean Gautier          |  |  |       |  |  |               |  |  |                 |  |
|                           |               | Pierre Gautier        | Jean Gautier          |  |  |       |  |  |               |  |  |                 |  |
|                           |               | Pierre Gautier        | Claire Agaisse        |  |  |       |  |  |               |  |  |                 |  |
| Marguerite Gautier        |               | Pierre Gautier        |                       |  |  |       |  |  |               |  |  |                 |  |
|                           |               | Jacquette Boisgontier | Guillaume Boisgontier |  |  |       |  |  |               |  |  |                 |  |
|                           |               | Jacquette Boisgontier | Guillaume Boisgontier |  |  |       |  |  |               |  |  |                 |  |
|                           |               | Jacquette Boisgontier | Jacquette Jolivette   |  |  |       |  |  |               |  |  |                 |  |
|                           |               | Jacquette Boisgontier |                       |  |  |       |  |  |               |  |  |                 |  |